# Жак Дерріда
Жак Дерріда́ (Дерида, Деріда фр. Jacques Derrida; 15 липня 1930, Ель-Біар, Алжир — 9 жовтня 2004, Париж, Франція) — французький філософ сефардського походження, засновник філософії деконструкції. Роботи Дерріда мали великий вплив на сучасну теорію літератури, філософію та соціологію.

## Біографічні відомості
Дерріда народився в Ель-Біарі (Алжир), що тоді належав Франції, в родині сефардських євреїв родом з іспанського Толедо. У дитинстві не міг ходити до школи, оскільки згідно з антисемітськими дискримінаційними законами тодішнього маріонеткового режиму Віші, квота євреїв, яким дозволялося відвідувати школу, мала не перевищувати 14%.
Після переселення родини в 1949 до Франції навчався у Ліцеї Людовика Великого. Вивчав філософію у Вищій нормальній школі. Там він познайомився з Луї Альтюссером, Мішелем Фуко. Деріда став відомим написавши свої роботи Письмо та відмінність, Голос та феномен та Про граматологію. Був викладачем у Сорбонні та декількох університетах США. З 1983-го року викладав у Вищій школі з суспільних наук (EHESS) у Парижі.

## Філософські погляди
Жак Дерріда нівелює звичну модель знання та мови, в якій для пізнання сенсу будь-чого необхідно безпосередньо ознайомитися з цим сенсом. Дерріда ж вважав, що розуміння будь-чого вимагає вивчення того, як воно співвідноситься з іншими предметами, та можливості розпізнати його в інших контекстах та випадках, передбачити які повною мірою не має можливості.
Філософія Дерріда являє собою «деконструкцію». Цей термін до Дерріда був вузькоспеціалізованим французьким терміном, тепер цей термін став вживатися в багатьох мовах і став використовуватися філософами, літераторами, архітекторами, теологами, художниками, політологами, музичними критиками, кінорежисерами, юристами та істориками. Вплив філософських поглядів Дерріда відчувається майже в кожній області гуманітарних наук та мистецтва у другій половині XX століття. Та не менш розповсюдженою стала критика та неприйняття його ідей.

### Деконструкція
Деконструкція – праця філософа з дестабілізації дискурсу шляхом аналізу структур сенсів й імплікації, що лежать в основі такого дискурсу. Жак Дерріда не дає точного визначення терміна "деконструкція", проте пропонує розуміти його як процес прочитання текстів, який не можна звести до концепту чи методу критики та інтерпретації текстів. Його "нове читання" не зводиться до простої передачі готових результатів, формул та механічних повторень. Такий підхід до прочитання текстів перетинався з класичною риторикою, проте і мав деякі відмінності:
1. Риторика вчить нас навмисно структурувати тексти.  Деконструкція Дерріда пропонує, що жоден автор не може повністю контролювати смисли будь-якого тексту.
2. Риторика традиційно ставить «я» автора як агента, що контролює текст в усіх його значеннях, а, отже, контролює й авдиторію теж.  Дерріда забирає «я» зі шляху тексту, звільняє місце для «іншого голосу», що не відображає нарцистичного голосу самого автора.

Дерріда намагався змінити дискурс традиційного бачення мови і значень. Об'єктом уваги філософа була мова. Мета мови – зберігати чутливість до історичної, соціальної і лінгвістичної конструйованості суспільних вірувань і практик. Жак Дерріда розглядав мову як систему відносин та суперечностей, яку потрібно постійно визначати. Неприйняття філософом певних стандартизованих значень і застарілих суперечностей «тіло і розум», «форма і зміст», «віра та розум» призводить до виникнення нової гіпотези. Він стверджує, що традиційні поняття як «структура», «протистояння» і «значення» лише нав'язують стабільність концепціям, які не є стабільними за своєю природою, оскільки сама мова перебуває під впливом культурних і соціальних упереджень, тож будь-які значення не можуть бути нейтральними. Наприклад, термін «війна» усвідомлюється в порівнянні з певною протилежністю: аргумент на користь можливої війни починає залежати від протилежної концепції – миру. Для Дерріда основи аргументованих значень, апеляція до розуму, недвозначність принципів і реальність сильних протиставлень «праця та капітал» – це лише ефекти риторичних взаємодій, а не об’єктивні підстави аргументів.

###### Завдання деконструкції
- Виявити неоднозначності аргументів, які виникають у результаті неперевірених значень, які приписують певним термінам.
- Дослідити «суперечності», що вбудовані в дискурс. З протилежностями текст стає неоднозначним.

Деконструкція включає виявлення фундаментальних змін, які філософ називає «невирішеністю» значень. За Дерріда, мова і дискурс містять вбудовані структури, що розкривають шляхи, якими наше мислення спрямовують самі терміни, і ці самі терміни використовуються у щоденному спілкуванні. 

### Диферанс
Одним із основних понять філософії Жака Дерріда виступає поняття диферанс. Диферанс це одночасно і встановлення відмінності, і відтермінування, відкладання. Жак Дерріда виділяв два основних значення терміна «відмінність». Перше передбачає зволікання у часі, пошук часу та сил для операції відкладання, тобто щось на зразок «часового становлення простору» та «просторове становлення часу». Друге значення: «розрізняти» — не бути тотожнім, бути відмінним, іншим, не таким.

## Переклади українською
- Дерріда Ж. Позиції. — К.: Дух і літера, 1994. — 160 с.
- Дерріда Ж. Привиди Маркса. — Х.: ОКО, 2000. — 272 с.
- Дерріда Ж. Цілі людини // Після філософії: кінець чи трансформація? / упоряд. К. Байнес. — К.: Четверта хвиля, 2000. — С. 114—145.
- Дерріда Ж. Письмо та відмінність. — К.: Основи, 2004. — 602 с.
- Дерріда Ж. Дарувати час. — Львів: Літопис, 2008. — 208 с.

### Твори Дерріди
- Привиди Маркса. — Харків: ОКО, 2000. — 272 с. [Архівовано 13 березня 2016 у Wayback Machine.]

### Про нього
- www.derrida.ws [Архівовано 21 жовтня 2011 у Wayback Machine.] (фр.)